# Mudal (Mojotengah)
Mudal is een bestuurslaag in het regentschap Wonosobo van de provincie Midden-Java, Indonesië. Mudal telt 5938 inwoners (volkstelling 2010).